# Orimarga soluta
Orimarga soluta är en tvåvingeart som beskrevs av Alexander 1948. Orimarga soluta ingår i släktet Orimarga och familjen småharkrankar. Inga underarter finns listade i Catalogue of Life.